# Subacze
Subacze (biał. Субачы; ros. Субочи) – agromiasteczko na Białorusi, w obwodzie grodzieńskim, w rejonie wołkowyskim, w sielsowiecie Subacze.
Znajduje się tu rzymskokatolicka kaplica pw. św. siostry Faustyny, należąca do parafii Trójcy Przenajświętszej w Szydłowiczach.
Przed II wojną światową folwark. W dwudziestoleciu międzywojennym leżały w Polsce, w województwie białostockim, w powiecie wołkowyskim, do 30 grudnia 1922 w gminie Mścibów, następnie w gminie Szydłowice.